# 山岸祐也
山岸 祐也（やまぎし ゆうや、1993年8月29日 - ）は、千葉県柏市出身のプロサッカー選手。Jリーグ・名古屋グランパス所属。ポジションはフォワード、ミッドフィールダー。

## 来歴

### プロ入り前
千葉県出身。高校は福島県の尚志高等学校に進学した。2011年の第90回全国高等学校サッカー選手権大会では中心選手として5得点を挙げる活躍を見せ、チームをベスト4に導いて本大会の優秀選手に選ばれた。
また、同年の全国高等学校総合体育大会でも優秀選手に選ばれている。流通経済大学進学後、3年生でトップ下を任され、1年先輩の江坂任と縦の関係を築き、総理大臣杯全日本大学サッカートーナメント2連覇や流経大初の全日本大学サッカー選手権大会優勝を経験した。高校の同級生には歌手の丸山夏鈴がいる。叔父（母親の弟）は元Jリーガーの小松崎保。

### ザスパクサツ群馬
2016年にザスパクサツ群馬へ入団。12節まではベンチを外れることも多かったが、13節以降は全試合スターティングメンバーとして出場。シーズン後半は同期入団の瀬川祐輔とツートップを組むことが多くなり、共にチームのJ2残留に貢献した。

### FC岐阜
2017年12月27日、翌シーズンのJ3へ降格する群馬からFC岐阜への完全移籍での加入が発表された。2018年はシーズン前半は開幕戦と第3節で先発出場した後、第17節から3試合連続で先発出場した以外は控えからの途中出場が多かったが、後半戦は先発出場が増え、最終10試合は全て先発出場で、シーズン合計では31試合4得点を記録。2019年も第26節までに、先発18試合（うちフル出場17試合）を含む22試合に出場、4得点を挙げていた。

### モンテディオ山形
2019年8月6日、モンテディオ山形へ完全移籍。移籍後、第29・30節と途中出場した後、第31節の柏レイソル戦で移籍後初の先発出場を果たすと、前半10分に先制点を挙げチームの勝利に貢献。その後はシーズン終了まで1試合を除き全て先発出場し、14試合で4得点を挙げた。翌2020年シーズンも、開幕から第23節まで全試合に出場。うち20試合が先発出場で、チーム得点ランキング首位の6得点を挙げていた。

### アビスパ福岡
2020年シーズン初の欠場かつベンチ外となった第24節直後の10月6日、同じJ2リーグ所属のアビスパ福岡への完全移籍が発表された。2021年2月28日の名古屋グランパスとの開幕戦ではJ1初先発出場を果たした。同年3月6日のアウェイ清水エスパルス戦ではJ1初ゴールを記録した。2022年には10得点をマーク。チームのJ1残留に大きく貢献した。

### 名古屋グランパス
2023年12月29日、名古屋グランパスに完全移籍した。

## 所属クラブ
- 柏ラッセル
- 尚志高等学校
- 流通経済大学
- 2016年 - 2017年  ザスパクサツ群馬
- 2018年 - 2019年8月  FC岐阜
- 2019年8月 - 2020年10月  モンテディオ山形
- 2020年10月 - 2023年  アビスパ福岡
- 2024年 -  名古屋グランパス

## 個人成績
| 国内大会個人成績 | 国内大会個人成績 | 国内大会個人成績 | 国内大会個人成績 | 国内大会個人成績 | 国内大会個人成績 | 国内大会個人成績 | 国内大会個人成績 | 国内大会個人成績 | 国内大会個人成績 | 国内大会個人成績 | 国内大会個人成績 |
| 年度             | クラブ           | 背番号           | リーグ           | リーグ戦         | リーグ戦         | リーグ杯         | リーグ杯         | オープン杯       | オープン杯       | 期間通算         | 期間通算         |
| 年度             | クラブ           | 背番号           | リーグ           | 出場             | 得点             | 出場             | 得点             | 出場             | 得点             | 出場             | 得点             |
| 日本             | 日本             | 日本             | 日本             | リーグ戦         | リーグ戦         | リーグ杯         | リーグ杯         | 天皇杯           | 天皇杯           | 期間通算         | 期間通算         |
| ---------------- | ---------------- | ---------------- | ---------------- | ---------------- | ---------------- | ---------------- | ---------------- | ---------------- | ---------------- | ---------------- | ---------------- |
| 2016             | 群馬             | 25               | J2               | 33               | 5                | -                | -                | 1                | 0                | 34               | 5                |
| 2017             | 群馬             | 9                | J2               | 36               | 3                | -                | -                | 2                | 1                | 38               | 4                |
| 2018             | 岐阜             | 9                | J2               | 31               | 4                | -                | -                | 1                | 1                | 32               | 5                |
| 2019             | 岐阜             | 9                | J2               | 22               | 4                | -                | -                | 0                | 0                | 22               | 4                |
| 2019             | 山形             | 40               | J2               | 14               | 4                | -                | -                | -                | -                | 14               | 4                |
| 2020             | 山形             | 11               | J2               | 23               | 6                | -                | -                | -                | -                | 23               | 6                |
| 2020             | 福岡             | 11               | J2               | 17               | 3                | -                | -                | -                | -                | 17               | 3                |
| 2021             | 福岡             | 11               | J1               | 29               | 5                | 3                | 0                | 1                | 3                | 33               | 8                |
| 2022             | 福岡             | 11               | J1               | 34               | 10               | 5                | 2                | 0                | 0                | 39               | 12               |
| 2023             | 福岡             | 11               | J1               | 34               | 10               | 8                | 2                | 4                | 1                | 46               | 13               |
| 2024             | 名古屋           | 11               | J1               | 23               | 2                | 7                | 3                | 1                | 0                | 31               | 5                |
| 2025             | 名古屋           | 11               | J1               |                  |                  |                  |                  |                  |                  |                  |                  |
| 通算             | 日本             | 日本             | J1               | 120              | 27               | 23               | 7                | 6                | 4                | 149              | 38               |
| 通算             | 日本             | 日本             | J2               | 176              | 29               | -                | -                | 4                | 2                | 180              | 31               |
| 総通算           | 総通算           | 総通算           | 総通算           | 296              | 26               | 23               | 7                | 10               | 6                | 329              | 69               |

- Jリーグ初出場・初得点 - 2016年5月15日 J2第13節 vs横浜FC（正田醤油スタジアム群馬）

## 選抜歴
- 2013年 関東大学選抜

## タイトル

### クラブ
流通経済大学
- 全日本大学サッカー選手権大会：1回（2014年）
- 総理大臣杯全日本大学サッカートーナメント：2回（2013年、2014年）
- 茨城県サッカー選手権大会：1回（2015年）

アビスパ福岡
- Jリーグカップ：1回（2023年）

名古屋グランパス
- Jリーグカップ：1回（2024年）